# René Bondoux
René Henri Georges Bondoux (Bar-sur-Aube, 26 de mayo de 1905-Neuilly-sur-Seine, 6 de mayo de 2001) fue un deportista francés que compitió en esgrima, especialista en la modalidad de florete.
Participó en dos Juegos Olímpicos de Verano en los años 1932 y 1936, obteniendo dos medallas, oro en Los Ángeles 1932 y plata en Berlín 1936. Ganó una medalla de plata en el Campeonato Mundial de Esgrima de 1935.

## Palmarés internacional
| Juegos Olímpicos   | Juegos Olímpicos             | Juegos Olímpicos | Juegos Olímpicos    |
| Año                | Lugar                        | Medalla          | Prueba              |
| ------------------ | ---------------------------- | ---------------- | ------------------- |
| 1932               | Los Ángeles (Estados Unidos) | Medalla de oro   | Florete por equipos |
| 1936               | Berlín (Alemania)            | Medalla de plata | Florete por equipos |
| Campeonato Mundial |                              |                  |                     |
| Año                | Lugar                        | Medalla          | Prueba              |
| 1935               | Lausana (Suiza)              | Medalla de plata | Florete por equipos |